# Годда
Годда (англ. Godda, хинди गोड्डा) — город и муниципалитет на северо-востоке индийского штата Джаркханд. Административный центр округа Годда.

## География
Расположен примерно в 340 км к северо-востоку от столицы штата, города Ранчи, на высоте 76 м над уровнем моря.

## Население
Население города по данным переписи 2001 года насчитывало 37 007 человек, из них 19 985 мужчин (54 %) и 17 022 женщины (46 %). 26 063 человека были грамотными (70,4 %), что выше, чем средний по стране показатель 59,5 %.

## Транспорт
Ближайшие аэропорты находятся в Патне, Ранчи и Калькутте. Осуществляется регулярное автобусное сообщение с соседними крупными городами. Имеются планы по соединению Годды с железнодорожной сетью страны; ближайшая крупная ж/д станция находится в городе Бхагалпур.